# عبدالغنی معاوی
عبدالغنی معاوی (انگلیسی: Abdelghani Mouaoui؛ زادهٔ ۲۲ فوریهٔ ۱۹۸۹) بازیکن فوتبال اهل مراکش است.
از باشگاه‌هایی که در آن بازی کرده‌است می‌توان به باشگاه فوتبال الوداد کازابلانکا و باشگاه فوتبال المپیک اسفی اشاره کرد.
وی همچنین در تیم ملی فوتبال مراکش بازی کرده‌است.